# Přírodní divadlo Divoká Šárka

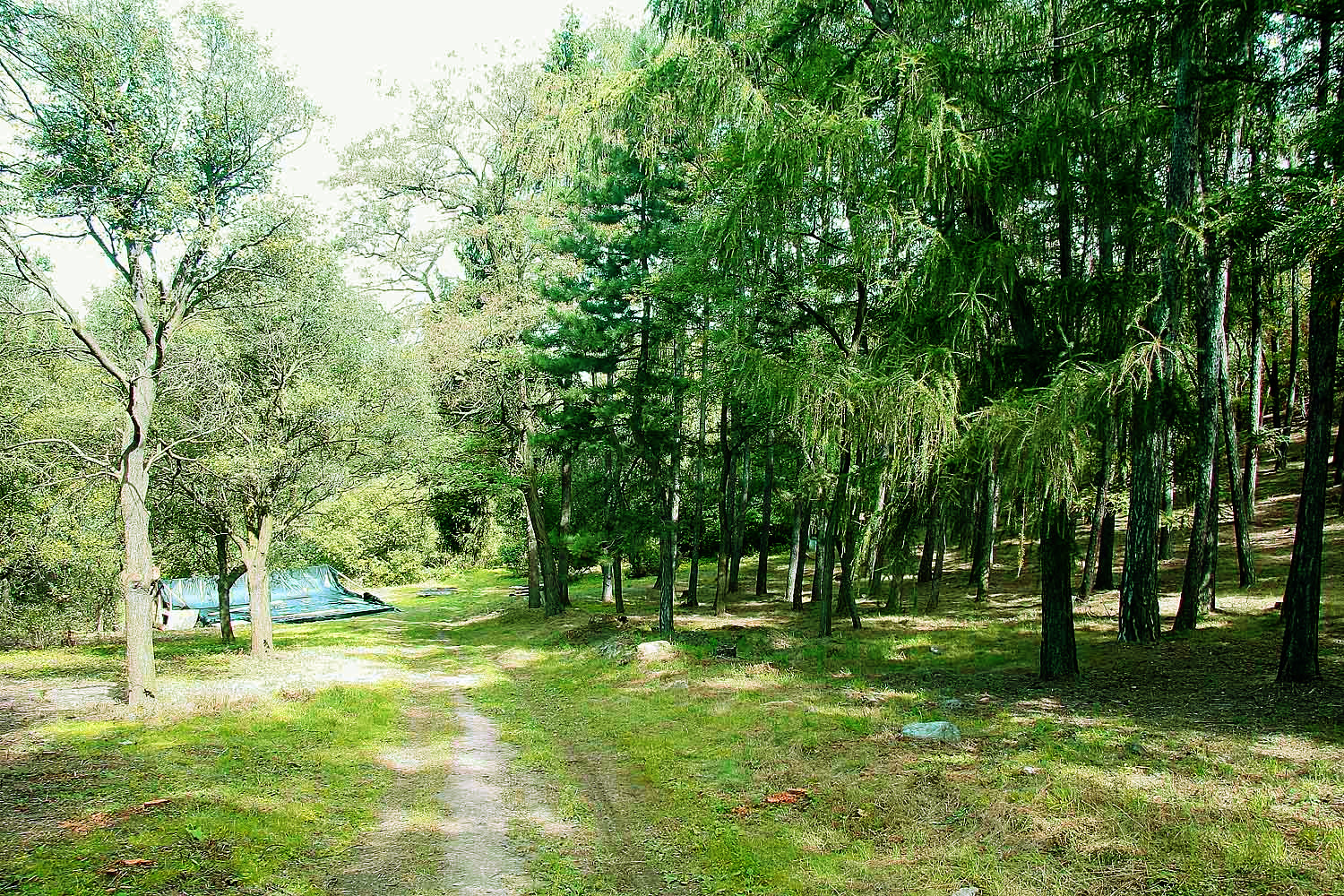
Areál bývalého přírodního divadla s připraveným jevištěm v Divoké Šárce dne 2. 9. 2006

Přírodní divadlo v Divoké Šárce byl rozsáhlý přírodní amfiteátr o kapacitě až 10 000 diváků v Divoké Šárce v Praze. Od roku 2005 jsou zde jednou ročně konána operní představení.

## Historie

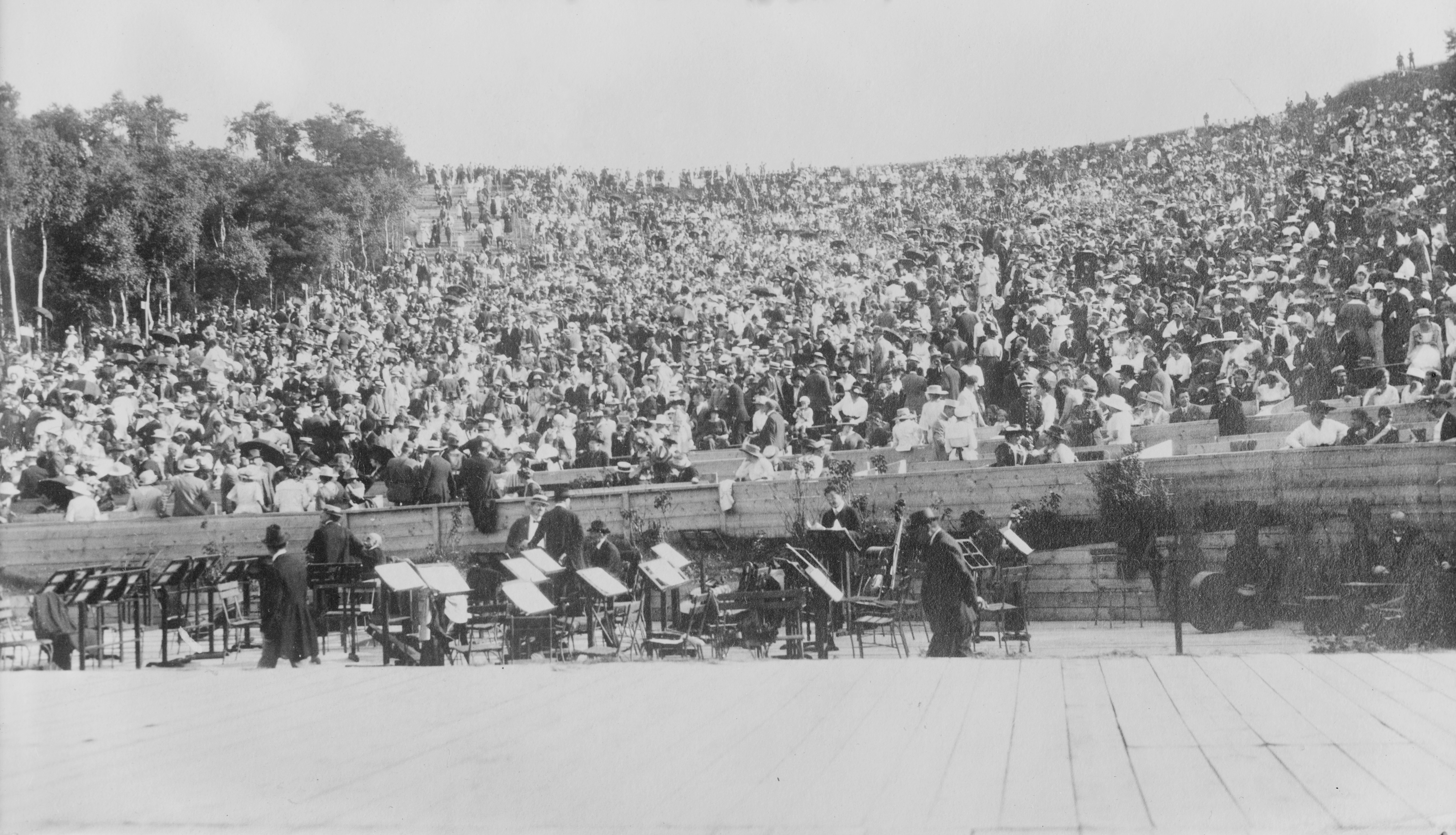
Během představení

Amfiteátr vznikl před první světovou válkou, a to zejména zásluhou pěvce Emila Pollerta. Letní scéna Národního divadla byla založena v roce 1913 (16.5.1913 první představení) a prakticky se zde hrálo s výjimkou válečného omezení v letech 1914–1918 až do roku 1922 (6.6.1922 poslední), kdy z ekonomických důvodů byl projekt zastaven. Souborem Národního divadla zde byla provozována divadelní představení, mj. opera Prodaná nevěsta. Roku 1924 divadlo zaniklo.
Letní scéna Národního divadla v Šárce měla výbornou akustiku díky tehdy nezalesněným svahům údolí, některé kulisy byly zděné, údajně v Prodané nevěstě hrálo i 600 komparsistů a také ovce a kozy místních chovatelů. Tento projekt byl inspirací pro letní divadla na dalších místech v Čechách, Moravě a na Slovensku. Například v Praze v Krči, v Brně, Plzni, Piešťanech atd.
Později, v rámci protipovodňových opatření v Šárce, zde byly vysázeny lesní porosty, přímo v hledišti byl založen ovocný sad. Přestože tento sad je z větší části soukromý (cca 1/6 je vlastnictvím hlavního města Prahy) s ohledem na kulturní památku magistrát zajišťuje jeho postupné vyčištění a obnovu (práce realizuje Hnutí Brontosaurus), kdy jsou zde ponechávány usychající dřeviny jako významný biotop vzácného hmyzu (krasci apod.).

## Citát
| „                   | Nejnádhernějším divadlem v přírodě byla ovšem představení na zvlášť k tomu zřízeném divadle v Divoké Šárce v létě r. 1913, kde za režie Jar. Kvapila a ve výpravě Karla Štapfera sehrán byl s velkým úspěchem F. A. Šubertův bouřlivý a podmanivý "Jan Výrava" s vynikajícími členy činoherního souboru Národního divadla (Želenský, Deyl, Schlaghamer, Matějovský, Nasková, Hübnerová, Laudová, Vrchlická, Odstrčilová a j.) a s mohutným, režisérsky skvěle ovládaným komparsem selského lidu a vojska. Prostředí hry a krajinná scenerie uprostřed vysokých strání a skal, s využitím rozlehlého romantického terénu byly tou nejsvůdnější podívanou. | “ |
| — Karel Engelmüller | |   |

## Současnost
V roce 2005 a 2006 byla bývalá existence divadla připomenuta opětovným provedením opery Prodaná nevěsta. Od té doby zde jednou ročně, první neděli v září, probíhá představení některé klasické české opery. Zatím to byla Prodaná nevěsta (2005 a 2006) a Rusalka (2007 a 2008). Roku 2009 byla uvedena opera Jakobín. Počet návštěvníků byl odhadován na rekordních 14 000 lidí. O rok později 2010 byla uvedena opera Libuše, kde hlavní roli ztvárnila Eva Urbanová. Následujícího roku (2011) mohli diváci zhlédnout Dalibora a o rok později (2012) i Hubičku. V roce 2013 byla opět provedena Prodaná nevěsta (100 výročí letní scény) za rekordní návštěvnosti odhadované na 17 000 diváků; v roce 2014 byla provedena opera A. Dvořáka Čert a Káča (odhadnuta návštěvnost přes 17 000 diváků); v roce 2015 byla opět provedena Dvořákova Rusalka; v roce 2016 Smetanova opera Dvě Vdovy; v roce 2017 opět Dvořákův Jakobín; v roce 2018 opětovné provedení Smetanovy Prodané Nevěsty; v roce 2019 Mozartův Don Giovanni, který je v plánu i na rok 2020.
Vstupy na operu jsou bezplatné, diváci sedí na přinesených dekách. I přesto (nebo možná právě proto) je zájem veliký. Letní opery v Divoké Šárce zajišťují nadšenci z Národního divadla a z Originálního hudebního divadla Praha za podpory městské části Praha 6 a dalších významných institucí a podnikatelského sektoru. Letní divadlo nebude obnoveno do původní podoby. Jednak z ekonomických důvodů a také proto, že jeho provoz by významně poškodil dnes výjimečné přírodní prostředí Divoké Šárky, narušil její rekreační hodnoty a hrubě narušil nejen v Praze ojedinělý biotop přírodní rezervace Divoká Šárka.

## Galerie

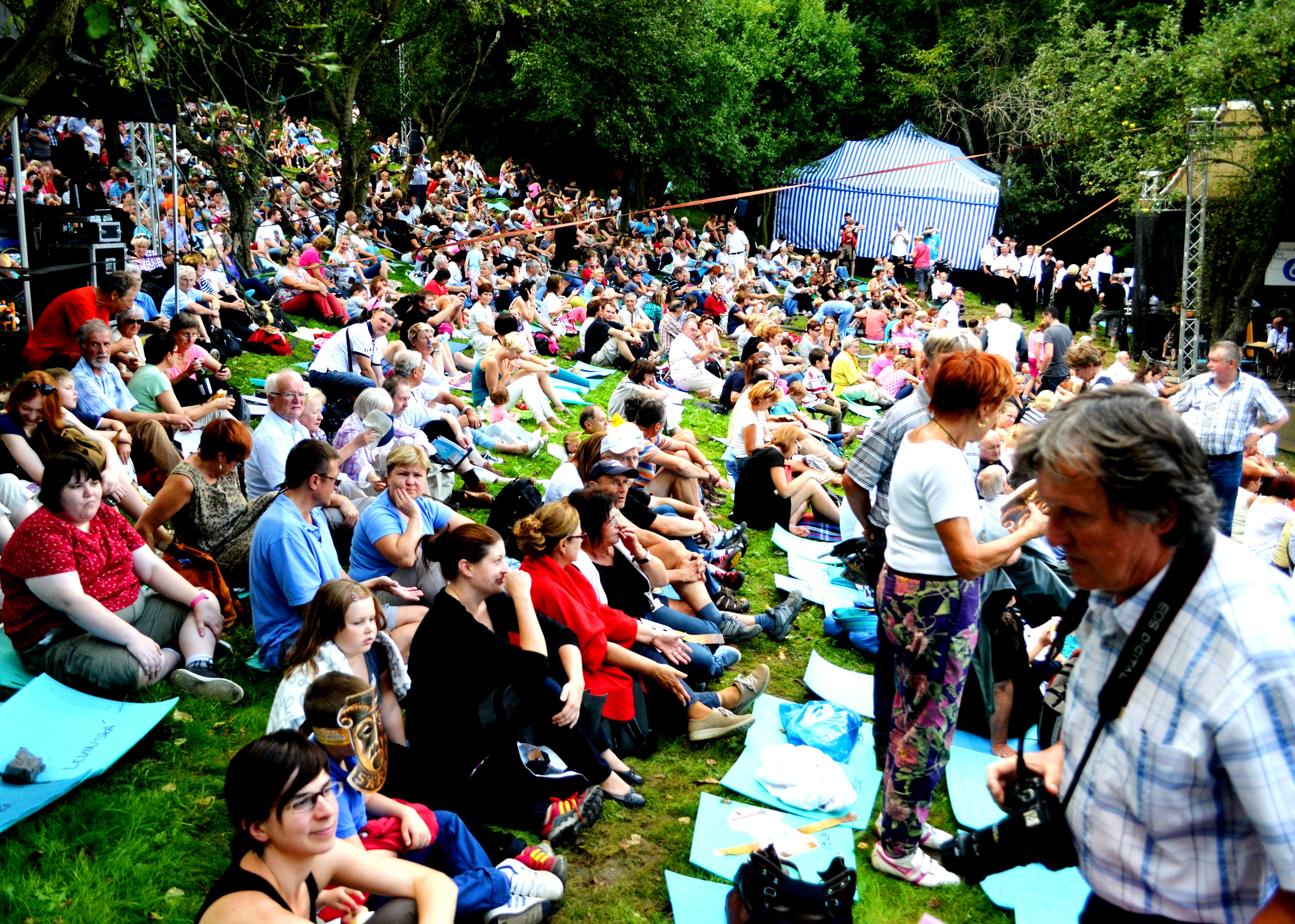
Diváci při představení v roce 2014 – Antonín Dvořák: Čert a Káča
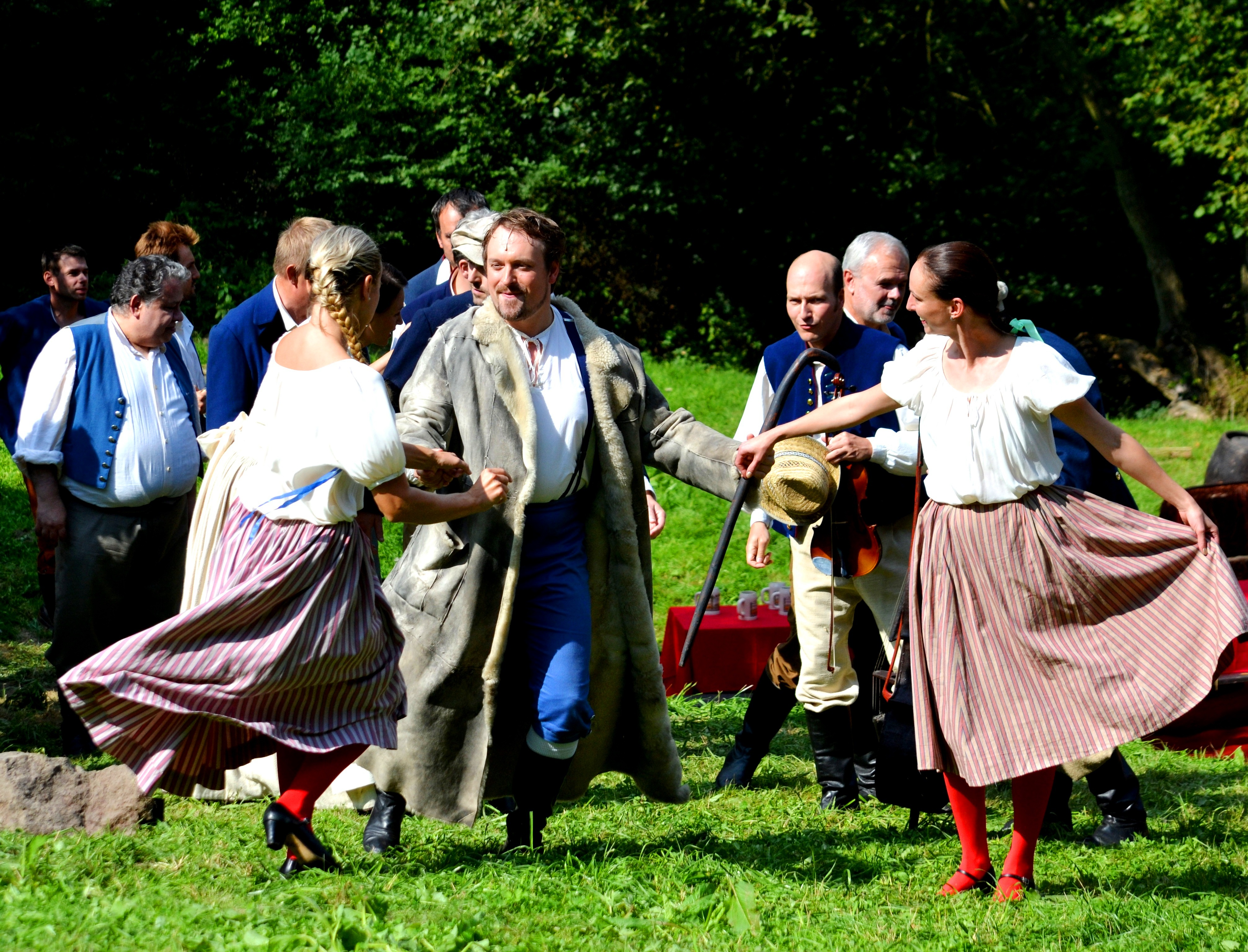
Představení v roce 2014 – Antonín Dvořák: Čert a Káča
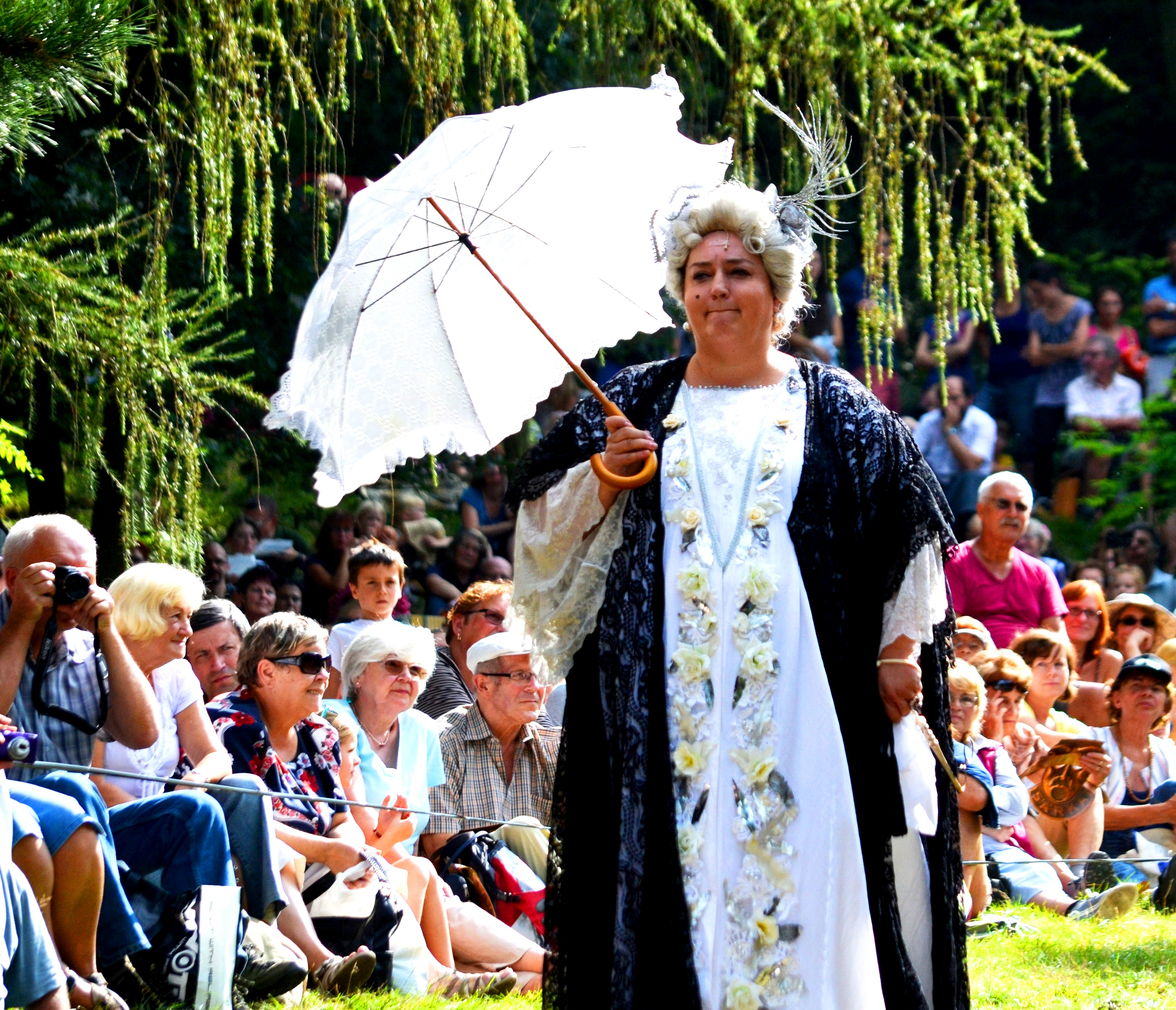
Představení v roce 2014 – Antonín Dvořák: Čert a Káča
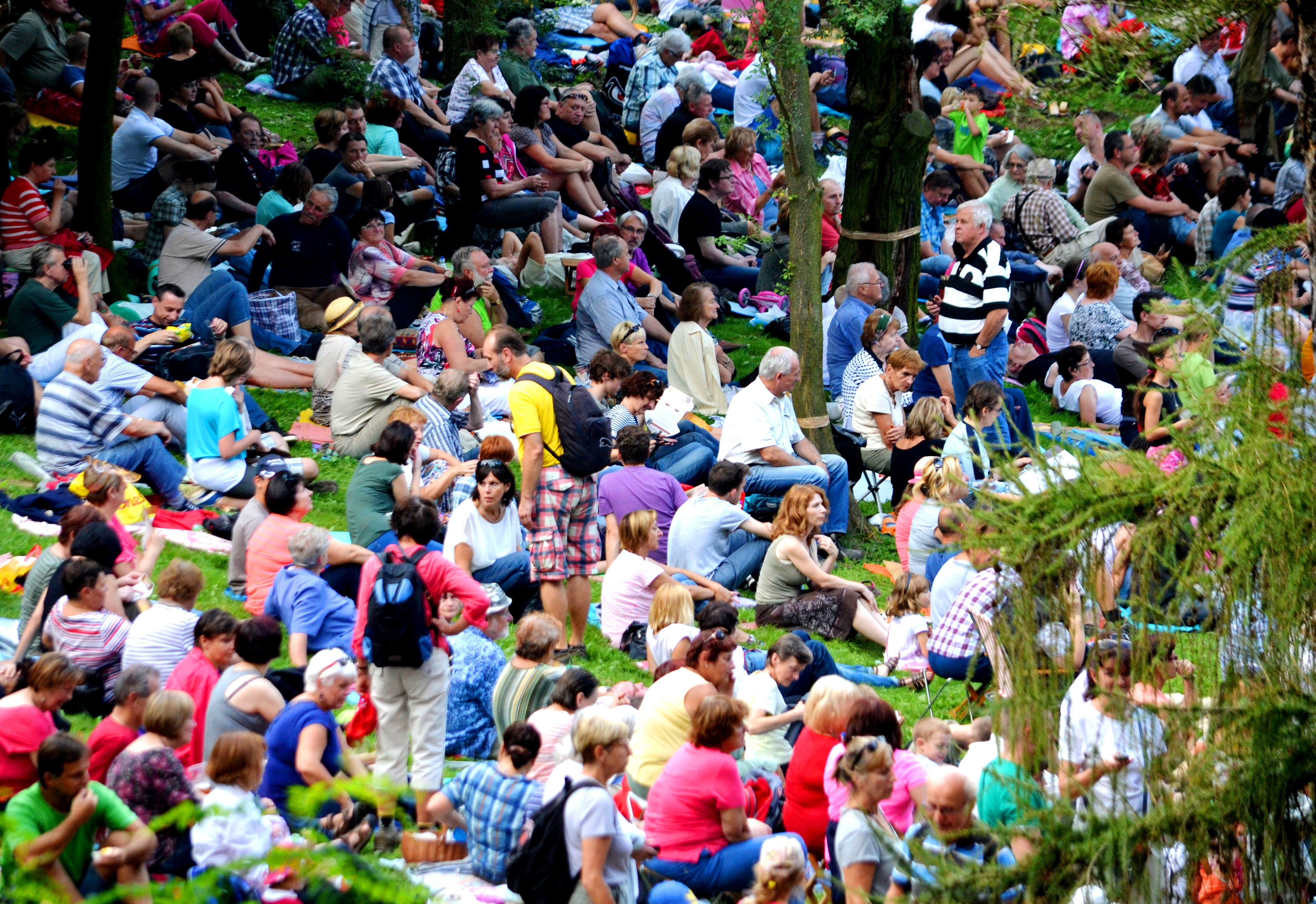
Diváci při představení v roce 2014 – Antonín Dvořák: Čert a Káča
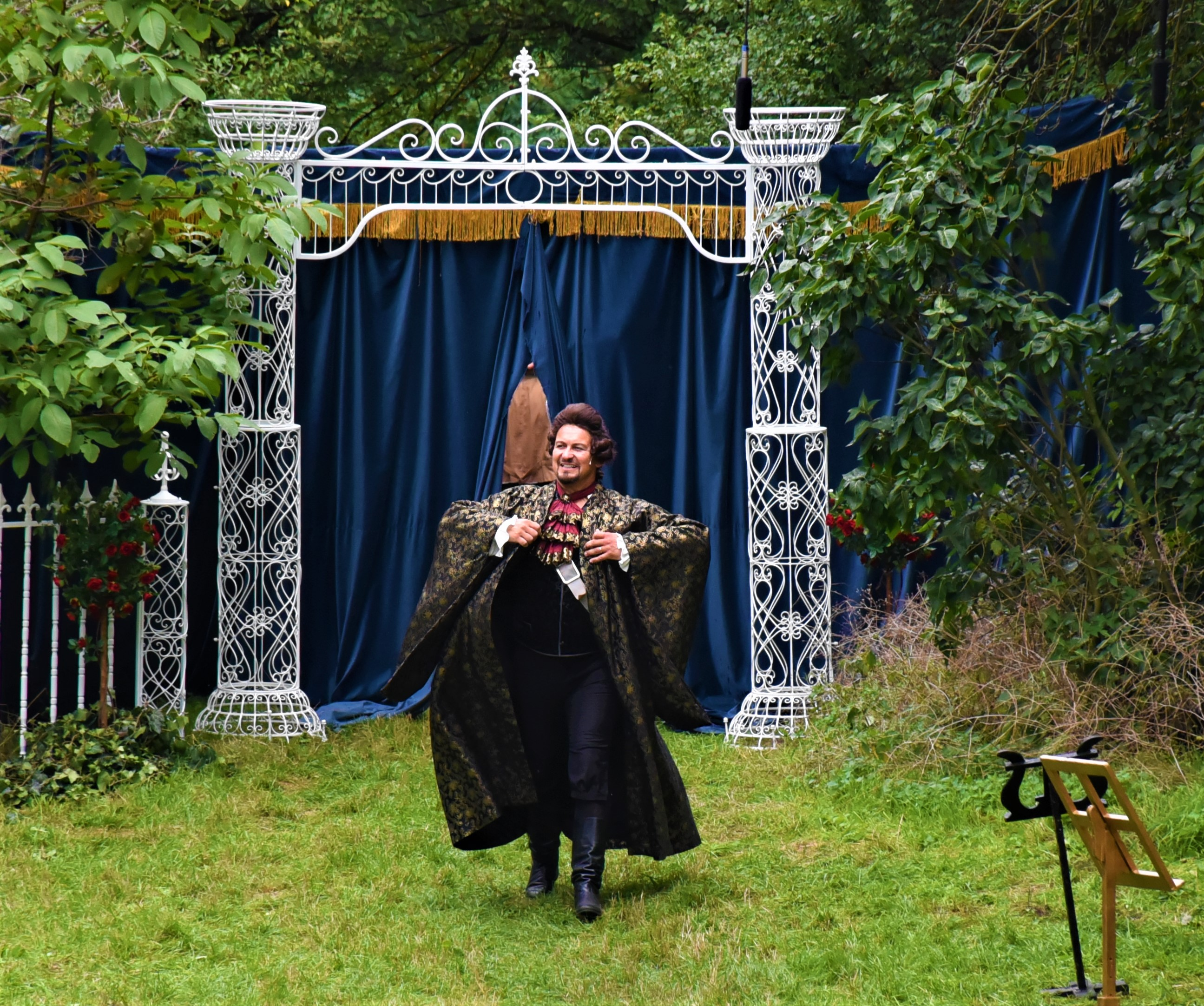
Martin Bárta jako Don Giovanni 2019 – W. A. Mozart: Don Giovanni (představení nedokončeno pro déšť)